# 烏賓斯科耶區

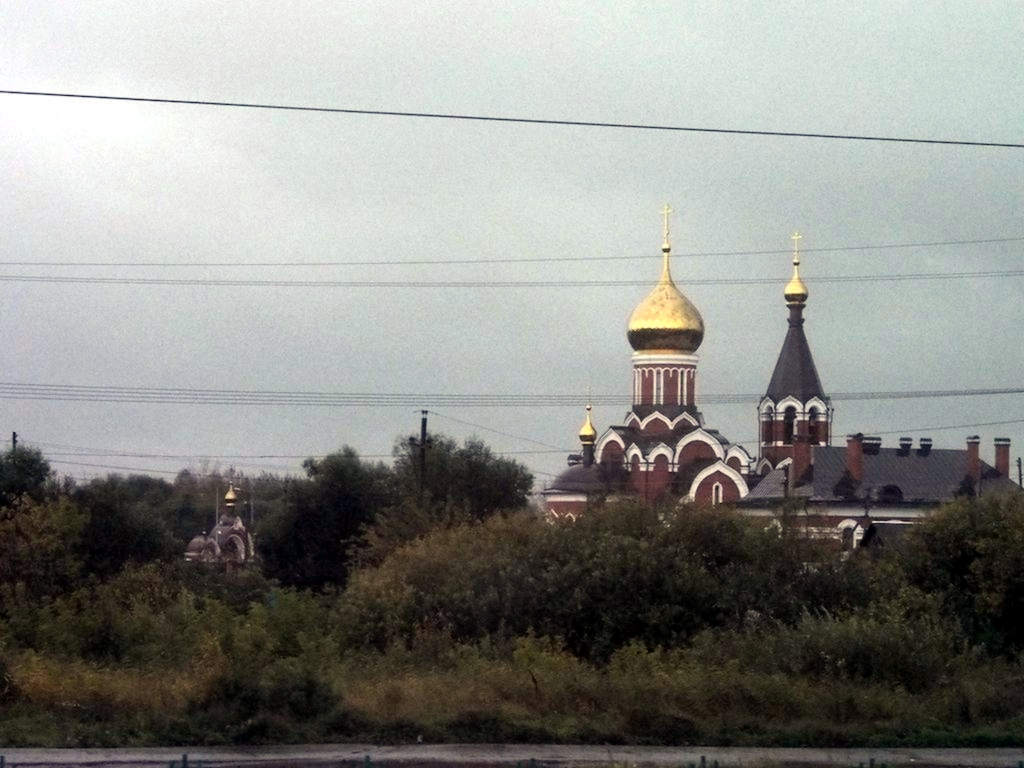

55°18′N 79°41′E / 55.300°N 79.683°E
烏賓斯科耶區（俄语：Убинский район），是俄羅斯的一個區，位於該國南部，由新西伯利亞州負責管轄，面積13,760平方公里，2010年該區人口16,297，人口密度每平方公里1.18人。